# Una donna allo specchio
Una donna allo specchio è un film del 1984 diretto da Paolo Quaregna. 
La pellicola, con protagonisti Stefania Sandrelli e Marzio Honorato, è stata girata quasi interamente a Ivrea, durante i giorni del Carnevale.

## Trama
Fabio e Manuela si conoscono in occasione del Carnevale di Ivrea e danno inizio a un'intensa relazione erotica. L'incontro porta a tre giorni di amore sfrenato e insensato, di scoperte e di confessioni: i due sanno perfettamente che si lasceranno e questo li spinge alla ricerca della trasgressione totale. Fabio e Manuela poi ripartono; ognuno dei due riprenderà la vita di sempre, con la consapevolezza di un nuovo bagaglio di esperienze acquisite.

## Produzione

### Regia
Il film è diretto dal regista torinese Paolo Quaregna che, tra gli altri, ha girato anche Felicità ad oltranza nel 1982 e Dancing North nel 2000.

### Cast
I protagonisti del film sono Marzio Honorato e Stefania Sandrelli; negli altri ruoli troviamo Alberto Signetto, Emilio Locurcio e lo stesso regista Paolo Quaregna.